# First Look Media

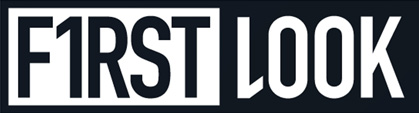
First Look logo.

First look Media je novinářská organizace, založená Pierre Omidyarem v říjnu roku 2013.
Organizace spolupracuje s Glennem Greenwaldem, Jeremy Scahillem a Laurou Poitras. Organizace ohlásila, že plánuje podpořit více novinářských projektů. Mezi tyto projekty patří The Intercept, který byl spuštěný v únoru 2014.
V únoru 2014 byl oznámen druhý projekt, který se zaměřuje na finanční a politickou korupci. Tento projekt s názvem Racket byl spuštěn v říjnu 2014.